# Фролов Іван Васильович
Фролóв Іва́н Васи́льович  (нар. 26 жовтня 1993, Київ, Україна) — український дизайнер одягу, модельєр, засновник та власник бренду FROLOV. Одяг його бренду одягали такі відомі зірки, як Бейонсе,Дженніфер Лопес, Доджа Кет, Дуа Ліпа, Джамала, Ріта Ора гурт Måneskin та інші.

## Біографія
Іван Фролов народився 26 жовтня 1993 року в Києві. Дев'ять років займався бальними танцями. Почав цікавитися дизайном ще з раннього дитинства. За словами Івана, в свої 6 років він вже намагався пошити сукню для своєї сестри на випускний із клаптиків тканини, які знайшов вдома.
Фролов розпочав свій творчий шлях з 14-ти років. Він був стилістом телевізійних проектів, створював концертні образи українським зіркам, як художник з костюмів. 2011 року заснував бренд одягу «FROLOV» і почав роботу над створенням капсульних колекцій.
Навчався в Київському національному університеті технологій та дизайну. Під час навчання Фролов працював менеджером проєкту «Зірка+Зірка» на телеканалі 1+1. В 2013 році з другої спроби виграв конкурс «Погляд у майбутнє». В 2015 році закінчив магістратуру в галузі текстильна та легка промисловість, та залишився працювати викладачем в університеті технологій та дизайну.
Іван зі своїм брендом FROLOV у 2014 році отримав нагороду «Best Fashion Awards» в номінації «відкриття року» та став рекордсменом за кількістю номінацій. Протягом 2015—2019 років також отримував нагороду за «найкращу fashion-постановку», а в 2016 та 2020 роках — в номінації «прорив року».
FROLOV став першим українським брендом-партнером Swarovski. У колекції LOVE HURTS Spring 2023 Іван використовує виключно кристали Swarovski.
В 2023 році Іван Фролов створив образ для виступів Джамали, Тіни Кароль, гурту Tvorchi, а також для ведучих Пісенного конкурсу Євробачення 2023 Юлії Саніної та Аліши Діксон. 2025 створив костюми на Євробачення для учасників Ziferblat.

## Громадянська позиція
Фролов активно підтримує КиївПрайд, організацію HeForShe, фонд допомоги медикам SpanBond. Створює благодійні ювелірні колекції разом із брендом Sova та фондом 100% Життя, від яких частину прибутку з продажу спрямовують на закупівлю швидких тестів на ВІЛ.
Бренд FROLOV переробляє майже всі відходи виробництва, використовуючи у своїй роботі текстильні фрагменти розміром понад 5 см. Раз на місяць працівники передають залишки виробництва до дитячих будинків для виготовлення іграшок та одягу. Дрібні текстильні залишки використовують для машинної вишивки та аплікацій. Одяг FROLOV продається в екокоробках.
Під час повномасштабного вторгнення в Україну Фролов запустив благодійний проєкт «FROLOVHEART» — лімітовану колекцію світшотів, футболок та худі з вишитими вручну серцями нитками або бісером. За час існування проєкту, весь прибуток з продажу передається у благодійні організації, серед яких «Фонд Маша» Марії Єфросініної та NEST Сергія Притули.